# Венесуэльский кризис (1895)
Венесуэльский кризис 1895 года — конфликт, который произошел из-за давних споров Венесуэлы с Великобританией по отношению к территориям Эссекибо и Гайана-Эссекибо, которые Великобритания объявила частью Британской Гвианы. Парижская конвенция в 1898 году решила вопрос в пользу Великобритании, и в 1899 году большинство спорных территорий отошли к Британской Гвиане.

## Описание
Британцы воспользовались внутренней нестабильностью новых независимых государств Латинской Америки и в 1831 году заняли периферийные земли бывшей Великой Колумбии, которые составляют до 70 % территории современной Гайаны (остальные 30 % в 1803 году были отняты у Голландии). Спор Венесуэлы по границе официально начался в 1841 году, когда правительство Венесуэлы протестовало против британского посягательства на венесуэльские территории. В 1814 году по Венскому договору, Великобритания приобрела британскую Гвиану (в настоящее время Гайана) по договору с Нидерландами. Поскольку договор не определяет западную границу, британцы в эксплуатации инспектора и натуралиста Роберта Шомбургка очертили эту границу. Его исследование 1835 года привели к тому что стало известно как Шомбургкские линии, границы, которые эффективно заявили дополнительные 30 000 миль² за Гвианой. В 1841 году Венесуэла оспаривает британское разграничение, утверждая, территориальные определение границ, установленных во время их независимости от Испании. Венесуэла утверждал её границы расширены на восток, как эффективного претензии Венесуэлы включить в свой состав богатую природными ископаемыми большую часть территории равной (5/8) территории Гайаны.
Когда золото было обнаружено на спорной территории, Великобритания стремилась и дальше расширять своё присутствие, утверждая, дополнительные 33000 миля² к западу от линии, Шомбургкской области, где была обнаружена золотая. В 1876 году Венесуэла протестовала, разорвала дипломатические отношения с Великобританией, и обратился к США за помощью, сославшись на доктрину Монро в качестве оправдания для участия США. В течение следующих 19 лет Венесуэла неоднократно ходатайствовала помощи США, призывая его как северного соседа вмешаться с силой или спонсировать арбитраж по пограничному спору. Соединенные Штаты ответили, выразив обеспокоенность, но мало что сделали, чтобы облегчить разрешение.
В 1895 году, ссылаясь на доктрину Монро, новоназначенного государственного секретаря США Ричард Олни отправлено сильно сформулированное записку премьер-министру Великобритании и министру иностранных дел лорду Солсбери, требуя, британского представителя в арбитраже по пограничному спору. Солсбери ответ что Доктрина Монро не имеет никакой юридической, как международного права. Соединенные Штаты обнаружили, что ответ неприемлемым, а в декабре 1895 года, президент Гровер Кливленд попросил Конгресс разрешения назначить комиссию по пограничному спору, предложив, что выводы комиссии в исполнение «всеми средствами». Конгресс принял меру единогласно и разговоры о войне с Великобританией начали циркулировать в американской прессе.
Великобритания, под давлением Англо-бурской войны в Южной Африке и управления империей, которая охватила весь земной шар, не может позволить себе ещё один конфликт. Правительство лорда Солсбери представил спор на рассмотрение американской комиссии по пограничному спору и не сказал ничего о доктрине Монро.
Тем не менее, когда комиссия наконец вынесла решение по 3 октября 1899 года, он постановил, что граница будет следовать Шомбургкской линии. Несмотря на то и отказа от более экстравагантных претензий Великобритании, комиссия по пограничному спору сохранила в 1835 делимитацию границы. Разочарованные венесуэльцы тихо ратифицировали выводы комиссии. Гораздо большее значение, инцидент англо — венесуэльского пограничного спора утверждал выводя впервые наружу, более американскую внешнюю политику, в частности, в Западном полушарии. На международном этот инцидент и дал уведомление ознаменовании США как новой мировой державы, что доктрина Монро позволит осуществлять свои прерогативы заявленные в Западном полушарии.
В 1981 году президент Венесуэлы Луис Эррера Кампинс объявил, что Венесуэла не будет продлевать действие договора, после чего отношения вновь обострились. Правительство Гайаны обвиняло Венесуэлу в сосредоточении войск в районе общей границы с целью вторгнуться в их страну. Правительство Венесуэлы опровергло это обвинение, заявив, что её войска просто принимали участие в регулярных учениях. Последующие события в виде аргентинского вторжения на Фолклендские острова в 1982 году и вторжения Соединённых Штатов в Гренаду были подвергнуты резкой критике со стороны Гайаны, которая опасалась, что этим примерам последует Венесуэла, чтобы решить свои территориальные вопросы силой.
В конце 1980-х годов отношения между странами улучшились, а в 1990 году Венесуэла поддержала вступление Гайаны в ОАГ. Хотя территориальный вопрос до сих пор остаётся нерешённым, для Гайаны миновала непосредственная угроза венесуэльского вторжения.